# We Came as Romans
We Came as Romans (abreviado como WCAR y antiguamente llamados This Emergency) es una banda estadounidense de metalcore formada en Troy, Míchigan, en el año 2005. El grupo se encuentra actualmente conformado por Dave Stephens (voz gutural,  voz limpia y sintetizadores), Andy Glass (bajo), Joshua Moore (guitarra), Brian «Lou» Cotton (guitarra) y David Puckett (batería). En abril de 2009 firmaron con el sello discográfico Equal Vision Records, con quienes han publicado cinco álbumes de estudio: To Plant a Seed (2009), Understanding What We've Grown to Be (2011), Tracing Back Roots (2013), We Came as Romans (2015), Cold Like War (2017) y su reciente álbum Darkbloom (2022).

## Historia

### Formación y primeros años como This Emergency (2005–2008)
En agosto de 2005, Sean N. Zelda, Dave Stephens, Jonny Nabors, Mark Myatt y Joshua Moore formaron una banda llamada This Emergency. El actual líder de We Came as Romans, David Stephens, tocó la guitarra durante ese período. El grupo llevó a cabo diversos conciertos en toda el área metropolitana de Detroit. En noviembre de ese año, la banda se separó del bajista Jonny Naborsm, el cual fue remplazado por Sean E. Daly. En junio de 2006, Sean N. Zelda dejó la banda para asistir a la Universidad de Míchigan. En el verano de 2006, un cercano amigo a la banda, Larry Clarck, se unió oficialmente como vocalista y junto a Myatt cambiaron el nombre del grupo a We Came as Romans. Según David Stephens, durante ese tiempo dos canciones llamadas «Mouth to Mouth» y la versión original de «Colours» se lanzaron con Clarck como vocalista. De acuerdo con el sello de la banda Equal Vision Records, Joshua Moore asumió el rol de escribir la mayoría de las letras desde ese momento en adelante.

### DemostrationsyDreams(2008-2009)
Después de cambiar el nombre, ellos pasaron varios años tratando de reunir miembros hasta quedar en su alineación actual. Su primer EP, Demostrations, lo vendieron en conciertos y a través del sitio web oficial de la banda. Asimismo, We Came as Romans se embarcó en la gira V-Neck & Shaved Chest en junio de 2008 con la banda Close to Home. Tiempo más tarde lanzaron su segundo EP, Dreams, el 12 de diciembre de ese año. El mismo fue producido por Joey Sturgis y los críticos lo recibieron de manera favorable. El sitio web AbsolutePunk le dio un puntaje de 79 sobre 100, mientras que Sputnikmusic lo calificó con tres estrellas y media sobre cinco y el crítico correspondiente comentó que es «corto y dulce», además de ser «menos crudo y más pegadizo» que el primer material de la banda.

### To Plant a Seed(2009-2011)
To Plant a Seed, el primer álbum de We Came as Romans, fue lanzado el 3 de noviembre de 2009. Igual que en el EP Dreams, este álbum fue producido por Joey Sturgis y contiene versiones regrabadas de «Dreams» e «Intentions» (junto a Tyler «Telle» Smith) originales del EP Dreams. We Came as Romans terminó el 2009 en el Tour Leave It to the Suits (noviembre y diciembre de 2009) junto a I See Stars, Of Mice & Men, y Broadway.
En enero de 2010 encabezaron varios eventos, fueron parte del The Emptiness Tour (febrero y marzo de 2010) junto a Alesana, A Skylit Drive, The Word Alive y Of Mice & Men. También estuvieron en el The Welcome to the Circus Tour (mayo y junio de 2010) con Asking Alexandria, From First to Last, Our Last Night y A Bullet for Pretty Boy para promover el álbum. El video del primer sencillo «To Plant a Seed», fue lanzado el 11 de mayo de 2010 según iTunes. El 11 de junio de 2010 a través del Facebook y Twitter de la banda se dijo que iban a estar en el estudio para grabar nuevas canciones. El 15 de junio We Came as Romans estuvo en el estudio con el productor Joey Sturgis para grabar estas canciones. La banda estuvo en el estudio entre el 15 y 20 de junio de 2010. Estas sesiones en el estudio resultaron en el lanzamiento del sencillo «To Move On Is to Grow».
Tours en los que estuvieron en el 2010 incluyendo "Scream It Like You Mean It 2010" (julio y agosto de 2010) junto a Silverstein, Emery, Dance Gavin Dance, I Set My Friends On Fire, Sky Eats Airplane, Ivoryline y Close to Home, el "Band of Brothers Tour" (agosto - octubre de 2010), por todo U.S. y en Canadá junto a In Fear and Faith, Confide, Upon a Burning Body, and Abandon All Ships (también grabado por BVTV "Band of the Week" para ser visto en YouTube), el tour Imperial Europeo "Never Say Die" (octubre y noviembre de 2010) con Parkway Drive, Comeback Kid, Bleeding Through, War from a Harlots Mouth, Emmure, y Your Demise, y finalmente el Festival "No Sleep Til" (diciembre de 2010) cerrando el año en Nueva Zelanda y Australia con Megadeth encabezando. We Came as Romans apareció en "Punk Goes Pop Volumen 3", lanzado el 1 de noviembre de 2010, con la versión de "My Love" de Justin Timberlake. La banda anunció por medio de Twitter y Facebook que durante el primer tour del 2011, tocarían "My Love" por primera y última vez. El segundo vídeo de We Came As Romans del sencillo "To Move On Is To Grow" fue lanzado el 15 de diciembre de 2010 según iTunes. El sencillo "To Plant a Seed" aparece en "Equal Vision Records Presents: New Sounds 2011" lanzado el 21 de diciembre de 2010 en iTunes. El 6 de enero de 2011, la disquera de la banda, Equal Vision Records, anunció que To Plant a Seed sería relanzado incluyendo el nuevo sencillo "To Move On Is To Grow" como una versión Deluxe de CD/DVD. Fue vendido exclusivamente en Merchnow.com, iTunes y F.Y.E., y fue lanzado el 18 de enero de 2011. El DVD incluye 38 minutos exclusivos de entrevistas, detres de escena, presentaciones en vivo de los recientes tours en U.S. (Scream It Like You Mean It y Band Of Brothers), y el nuevo video de "To Move On Is To Grow".

### Understanding What We've Grown to Be(2011–2013)
Aunque la grabación de un posible seguidor de To Plant a Seed no estaba prevista hasta febrero y marzo de 2011 (parte 1), We Came as Romans encabezó el tour Motel 6 "Rock Yourself to Sleep" (enero y febrero de 2011) junto a Woe, Is Me, For Today, The Word Alive, and Texas in July que incluía el festival The Outerloop Presents Amped and Alive "Ice Jam" el 30 de enero de 2011 en Sonar, en Baltimore, Maryland junto a Silverstein co-encabezando el evento con We Came as Romans.
 El 10 de enero de 2011, 5 días en el tour Rock Yourself to Sleep", Equal Vision Records dio a conocer información de la salud del guitarrista de la banda, Joshua Moore, diciendo: "Temprano esta mañana, el guitarrista de We Came As Romans, Joshua Moore fue diagnosticado con Meningitis bacteriana y está siendo tratado en el hospital de Nebraska." El bajista Andy Glass dijo, “Nos entristece ver a Joshua en este estado pero esperamos que todos le deseen una rápida recuperación y agradecer a todos nuestros fans por entender en esta situación.” Joshua Moore no fue programado para aparecer en ninguna de las futuras fechas del tour Motel 6 "Rock Yourself To Sleep", sin embargo Joshua a través sus cuentas de Twitter y Facebook el 1 de febrero de 2011, afirmó que con una segunda aprobación médica, podía reintegrarse a la gira, y el 4 de febrero de 2011 se reincorporó a la banda en Lancaster, PA. Además, durante las etapas iniciales de la recuperación de la enfermedad Joshua Moore, We Came As Romans canceló oficialmente shows en Denver, CO (10 de enero de 2011) y Salt Lake City, Utah (11 de enero de 2011) debido al mal tiempo. Durante este tour, el cantante de We Came as Romans, Kyle Pavone apareció bajo el nombre de "Titus" esporádicamente, mezclando electro house, fidget house y dubstep.
Después, la banda estuvo de gira apoyando a A Day to Remember en "Game Changers Tour" (marzo - abril de 2011) con las bandas Bring Me The Horizon y Pierce The Veil. Encabezaron el Tour Europeo "Scream It Like You Mean It 2011" (abril - mayo, 2011) with Miss May I, The Word Alive, and This or the Apocalypse. Grabando para un seguidor de To Plant a Seed (Parte 2) programada para mayo - julio de 2011. El 8 de diciembre de 2010 (primer día ensayos de la banda), We Came as Romans fue parte de las primeras bandas anunciadas para tocar en el Vans Warped Tour 2011, tocando todas las fechas del tour (junio - agosto de 2011).

### Tracing Back Roots(2013-2014)
Durante una entrevista al aire con Jay Hudson de la emisora de radio 89X, Joshua Moore dijo que iban a comenzar la grabación de un nuevo álbum en marzo de 2013 con el productor John Feldmann. De acuerdo con el guitarrista, la banda entró al estudio el 13 de marzo de ese año, y grabaron el disco en aproximadamente un mes y medio. Asimismo, el vocalista Dave Stephens anunció a través de Twitter que iba a cantar más en este álbum que en los anteriores lanzamientos de la banda; no obstante, el 23 de abril dijo que la grabación del mismo había concluido. El 20 de mayo de 2013 la banda, Equal Vision Records y Outerloop Management revelaron a través de actualizaciones en línea y redes sociales la carátula del álbum, la lista de canciones y la fecha de lanzamiento, la cual sería el 23 de julio de ese año. La canción que le da título al álbum «Tracing Back Roots» se lanzó como sencillo el 11 de junio mediante iTunes. Ese mismo día la discográfica de la banda publicó su video, el cual fue dirigido por DJay Brawner de Anthem Films. El 28 de junio, la banda anunció el segundo sencillo del disco «Fade Away», que finalmente se publicó el 3 de julio de 2013 a través de un vídeo en YouTube y el 9 de ese mes en iTunes.  Al año siguiente (2014), la banda produjo un DVD en vivo llamado, al igual que una de las canciones incluidas en el tracklist del mismo, «Present, Future, and Past». Este DVD fue grabado en la ciudad estadounidense de Chicago y fueron incluidas canciones de sus tres primeros álbumes de estudio, junto a otros sencillos como el cover de The Wanted, «Glad You Came».

### Álbum homónimo,Cold Like Wary muerte de Kyle Pavone (2015-2018)
El 24 de julio de 2015 ha tenido lugar el cuarto álbum de estudio presentado por la banda. We Came As Romans ya lo había anunciado el 26 de mayo de este mismo año. También lanzaron un sencillo para este álbum homónimo, titulado «The World I Used to Know», junto con el vídeo musical de «Regenerate». La banda estadounidense fue un éxito comercial, pero recibió una recepción mixta de los fanáticos debido al cambio que se marca en el sonido. Este éxito la llevó a encabezar el Warped Tour celebrado en el 2015, durante todo el verano en el escenario principal.
El 29 de septiembre de 2016, We Came as Romans presentó un nuevo sencillo llamado "Wasted Age".
La banda también tocó en la gira Unbreakable de América del Norte de Parkway Drive con Counterparts también. El 4 de octubre, el baterista Eric Choi anunció que dejaría la banda para perseguir otros objetivos en la vida después de estar en la banda durante unos 10 años.
El 4 de junio de 2017, For Today anunció a través de su página de Facebook que su baterista, David Puckett, asumirá las funciones de batería "durante todo este año". Se le acredita la batería al final del video musical del sencillo "Cold Like War" lanzado el 11 de septiembre de 2017.
El álbum Cold Like War fue lanzado el 20 de octubre de 2017. Contiene 10 pistas, con un total de aproximadamente 39 minutos de tiempo de reproducción.
Cold Like War es el primer álbum sin el baterista Eric Choi y es el primer álbum que la banda ha lanzado en un sello discográfico diferente, habiendo estado con Equal Vision desde 2008 hasta 2016.
El 25 de agosto de 2018, la banda publicó una declaración en sus cuentas de redes sociales que el cantante Kyle Pavone había muerto a la edad de 28 años. El 31 de agosto de 2018, la banda publicó una declaración que reveló su causa de muerte como una sobredosis accidental de drogas y anunció que se había iniciado una fundación en su honor.
El 11 de septiembre de 2018, Dave Stephens emitió un comunicado sobre la banda a través de las redes sociales, confirmando que la banda no reemplazará a Kyle Pavone. Dave confirmó que la banda saldrá de gira con Bullet for My Valentine, en honor a Kyle y hablando sobre su fundación.

### Darkbloom(2019-2024)
En la primavera de 2019, la banda realizó una gira conjunta con Crown the Empire, Erra y SHVPES. El 16 de abril de 2019, la banda anunció que ingresaría al estudio para grabar su próximo sexto álbum de estudio. El 23 de septiembre, la banda anunció que se lanzarán dos sencillos para el final de la semana de su próximo álbum. El 29 de septiembre, la banda lanzó los sencillos "Carry the Weight" y "From the First Note". El 29 de mayo de 2020, la banda lanzó otra versión del sencillo "Carry the Weight" con Fit for a King.
El 7 de septiembre de 2021, We Came as Romans lanzó un nuevo sencillo llamado "Black Hole" con Caleb Shomo de Beartooth.
El 10 de noviembre de 2021, la banda lanzó una nueva canción titulada "Daggers" con el rapero Zero 9:36. El 10 de abril de 2022, la banda lanzó la versión reimaginada de su sencillo anterior, "Darkbloom", con la banda canadiense de deathcore Brand of Sacrifice. El 22 de junio, la banda anunció su primer disco desde 2017, Darkbloom, que se lanzó el 14 de octubre e incluye los sencillos "Darkbloom", "Plagued", "Black Hole" con Caleb Shomo, "Daggers" con Zero 9:36 y "Golden".

### All Is Beautiful... Because We're Doomed(2025-presente)
El 17 de abril de 2025, la banda lanzó su primer sencillo, "Bad Luck", para su próximo álbum.
El 24 de mayo de 2025, lanzaron "No Rest For the Dreamer", el segundo sencillo de su próximo álbum.
El 9 de julio de 2025, lanzaron otro sencillo, "Culture Wound", y anunciaron oficialmente su séptimo álbum "All Is Beautiful... Because We're Doomed", cuyo lanzamiento está previsto para el 22 de agosto de 2025.

## Tours
- The Emptiness Tour   - Alesana, A Skylit Drive, The Word Alive y Of Mice & Men (febrero - marzo de 2010)[32]
- We Are Not Meaningless  - Four Letter Lie y Life on Repeat (abril - mayo de 2010)[33]
- The Welcome to the Circus Tour  - Asking Alexandria, From First to Last, Our Last Night y A Bullet for Pretty Boy (mayo - junio de 2010)[34]
- Scream It Like You Mean It 2010  - Silverstein, Emery, Dance Gavin Dance, I Set My Friends on Fire, Sky Eats Airplane, Ivoryline y Close to Home (julio - agosto de 2010)[35]
- Band of Brothers Tour  - In Fear and Faith, Confide, Upon a Burning Body y Abandon All Ships (agosto - octubre de 2010)[36]
- Imperial Never Say Die European Tour  - Parkway Drive, Comeback Kid, Bleeding Through, War from a Harlots Mouth, Emmure y Your Demise (octubre - noviembre de 2010)[37]
- No Sleep Til Festival Tour  - Megadeth, NOFX, Dropkick Murphys, Parkway Drive, GWAR, Alkaline Trio, Frenzal Rhomb, Suicide Silence, August Burns Red, Katatonia y 3 Inches of Blood (diciembre de 2010)[37]
- Rock Yourself to Sleep Tour  - Woe, Is Me, For Today, The Word Alive y Texas in July (enero - febrero de 2011)[38]
- Game Changers Tour  - A Day to Remember (marzo - abril de 2011)[39]
- Scream It Like You Mean It 2011 European Tour  - Miss May I, The Word Alive, y This or the Apocalypse (abril - mayo de 2011)[40]
- Warped Tour 2011 - (junio - agosto de 2011)[41]
- Take A Picture, It Will Last Longer Tour  - Falling in Reverse, Sleeping with Sirens, Attila, Emmure y For All I Am (noviembre - diciembre de 2011)[42]
- December to Remember Festival   - Of Mice & Men, Winds of Plague, Blessthefall, The Word Alive, Motionless in White, As Blood Runs Black, For the Fallen Dreams, Upon A Burning Body, Like Moths to Flames, In the Midst of Lions, At The Skylines, y The Great Commission (18 de diciembre de 2011)[43]
- European 2012 Tour - Alesana, Iwrestledabearonce y Glamour of the Kill. (enero - febrero de 2012)
- The Fire and Ice Tour - Emmure, Blessthefall, Woe, is Me y The Color Morale. (marzo - abril de 2012)
- Scream it like You Mean it Tour - Attack Attack, The Acacia Strain, Woe, Is Me, Abandon All Ships, Oceano, The Chariot, Like Moths to Flames, In Fear & Faith, For All Those Sleeping, Close to Home, Volumes, Secrets, Hands Like Houses, Glass Cloud y At the Skylines. (julio de 2012 - agosto de 2012)
- The Road to Warped Tour - Like Moths to Flames, Upon A Burning Body, Crown the Empire, Set it Off and Ice Nine Kills. (junio de 2013)
- Warped Tour 2013- (junio - agosto de 2013)
- Take Action Tour  - The Used, Crown The Empire y Mindflow (enero - marzo de 2013)[44][45]
- Van's Warped Tour 2013 United Kingdom -  (noviembre de 2013)[46][47]
- Past, Present, Future Tour - For Today, The Color Morale, Palisades. (septiembre - octubre de 2014)
- December Tour - Chiodos, Sleepwave and Slaves. (diciembre de 2014)
- Warped Tour 2015 - (junio - agosto de 2015)
- Unbreakable Tour - Parkway Drive & Counterparts. (septiembre - octubre de 2016)
- Rage on Stage Tour - I Prevail, The Word Alive and Escape the Fate. (septiembre - diciembre de 2017)
- Cold Like War Tour - The Plot in You, Oceans ate Alaska, Currents y Tempting Fate. (febrero - abril de 2018)
- European Tour - Alazka, The Plot in You and Polaris. (abril - mayo de 2018)
- Fall Tour - Bullet for My Valentine y Bad Omens. (septiembre - octubre de 2018)

## Miembros
| - Dave Stephens: voz gutural (2006–presente), voz clara (2012–presente); guitarra rítmica (2005–2006), teclados, sintetizador, piano, programación (2005–2008, 2018–presente) - Joshua Moore: guitarra líder (2005–presente) - Brian «Lou» Cotton: guitarra rítmica (2006–presente) - Andy Glass: bajo, coros (2006–presente) - David Puckett: batería, percusión (2017–presente) | - Christopher Moore: voz clara (2007–2008) - Mark Myatt: voz líder (2005–2007) - Larry Clark: voz líder (2007–2008) - Jonny Nabors: bajo, coros (2005) - Sean E. Daly: bajo, coros (2005-2006) - Sean N. Zelda: batería, percusión (2005–2006) - Eric Choi: batería, percusión (2006–2016) - Kyle Pavone: voz clara, teclados, sintetizador, piano, programación (2008–2018) |

## Discografía

### Álbumes de estudio
- To Plant a Seed (2009)
- Understanding What We've Grown to Be (2011)
- Tracing Back Roots  (2013)
- We Came as Romans (2015)
- Cold Like War (2017)
- Darkbloom (2022)
- All Is Beautiful... Because We're Doomed (2025)

### EP
- Dreams (2008)
- Demonstrations (2008)

### Sencillos
- To Plant a Seed (2009)
- Roads That Don't End And Views That Never Cease (2009)
- To Move On Is To Grow (2010)
- Mis//Understanding (2011)
- Understanding What We've Grown To Be (2011)
- Just Keep Breathing (2011)
- What I Wished I Never Had (2011)
- A War Inside (2011)
- Let These Words Last Forever (2012)
- Fair-weather (2013)
- Hope (2013)
- Tracing Back Roots (2013)
- Fade Away (2013)
- Never Let Me Go (2013)
- Tear It Down (2015)
- The World I Used to Know (2015)
- Regenerate (2015)
- Wasted Age (2016)
- Cold Like War (2017)
- Lost In The Moment (2017)
- Foreign Fire (2017)
- Carry the Weight / From the First Note (2019)

### Versiones
- My Love (Justin Timberlake con T.I.) (2010)
- Glad You Came (The Wanted) (2012)
- I Knew You Were Trouble (Taylor Swift) (2014)

### Álbumes de lujo
- To Plant A Seed (Deluxe Edition) (2011) (Canciones añadidas: "To Move On Is To Grow")
- Understanding What We've Grown To Be (Deluxe Edition) (2013) (Canciones añadidas: "Hope", "The King of Silence" y "Let These Words Last Forever")

## Videografía
| Canción                                           | Año  | Director                   | Álbum                                           |
| ------------------------------------------------- | ---- | -------------------------- | ----------------------------------------------- |
| Roads That Don't End and Views That Never Cease   | 2009 | Aaron Marsh & Austin Saya  | To Plant a Seed                                 |
| Broken Statues                                    | 2009 | Aaron Marsh & Austin Saya  | To Plant a Seed                                 |
| To Plant a Seed                                   | 2010 | Scott Hansen               | To Plant a Seed                                 |
| To Move On Is To Grow                             | 2010 | Dan Dobi                   | To Move On Is To Grow (Sencillo)                |
| Mis//Understanding (en vivo desde el Warped Tour) | 2011 | Cole Dabney                | Understanding What We've Grown To Be            |
| Mis//Understanding                                | 2011 | Travis Kopach              | Understanding What We've Grown To Be            |
| Just Keep Breathing                               | 2011 | Travis Kopach              | Understanding What We've Grown To Be            |
| What I Wished I Never Had                         | 2012 | Cole Dabney                | Understanding What We've Grown To Be            |
| Understanding What We've Grown to Be              | 2012 | Travis Kopach              | Understanding What We've Grown To Be            |
| A War Inside                                      | 2012 | Cole Dabney                | Understanding What We've Grown To Be            |
| Glad You Came (The Wanted cover)                  | 2012 | Justyn Moro                | Punk Goes Pop 5                                 |
| Hope                                              | 2013 | Dan Kennedy & Rasa Acharya | Tracing Back Roots                              |
| Fade Away                                         | 2013 | Dan Kennedy & Rasa Acharya | Tracing Back Roots                              |
| Tracing Back Roots (en vivo desde el Warped Tour) | 2013 | Joel Pilotte               | Tracing Back Roots                              |
| Never Let Me Go                                   | 2013 | Dan Dobi                   | Tracing Back Roots                              |
| Ghosts                                            | 2014 | Carlo Oppermann            | Tracing Back Roots                              |
| I Knew You Were Trouble (Taylor Swift cover)      | 2014 | Dan Centrone               | Punk Goes Pop 6                                 |
| Regenerate                                        | 2015 | Natham Williams            | We Came As Romans                               |
| The World I Used to Know                          | 2015 | Natham Williams            | We Came As Romans                               |
| "Who will pray?"                                  | 2015 | Sam Schneider              | We Came As Romans                               |
| "Memories"                                        | 2015 | Sam Schneider              | We Came As Romans                               |
| "Cold Like War"                                   | 2017 | Orie McGiness              | Cold Like War                                   |
| "Lost in the Moment"                              | 2017 | Orie McGiness              | Cold Like War                                   |
| "Foreign Fire"                                    | 2017 | Orie McGiness              | Cold Like War                                   |
| "Carry the Weight"                                | 2019 | Orie McGiness              | Carry the Weight / From the First Note (Single) |

## Premios
El 26 de agosto de 2013, el video de la banda "A War Inside", dirigido por Cole Dabney, ganó el Premio 2013 de la Asociación de Directores de Video y Música por "Mejor actuación en vivo / Tour en video".